# Fu Nan
Fu Nan (chinesisch 付楠, Pinyin Fù Nán; * 16. Februar 1984) ist ein ehemaliger  chinesischer Eishockeyspieler, der unter anderem bei China Dragon in der Asia League Ice Hockey spielte.

## Karriere
Fu Nan begann seine Karriere als Eishockeyspieler beim regionalen Team in Qiqihar, für das er seit 1999 in der Chinesischen Eishockeyliga antrat und dort 2000, 2001 und 2004 Landesmeister wurde. Seit 2004 spielte er mit der Mannschaft, die sich 2006 in Changchun Fuao umbenannte, in der Asia League Ice Hockey. Als sich sein Team mit der Pekinger Mannschaft Hosa zusammenschloss, erhielt auch Fu beim Fusionsprodukt China Sharks in Shanghai einen Vertrag. Nach zwei Jahren ging er nach Qiqihar zurück in die chinesische Liga und wurde 2010 erneut chinesischer Meister. Von 2010 bis zu seinem Karriereende 2013 stand er erneut für China Dragon in der Asia League Ice Hockey auf dem Eis.

### International
Für China nahm Fu Nan im Juniorenbereich an der Asien-Division I der U18-Junioren-Weltmeisterschaft 2000 sowie der Division III der U20-Junioren-Weltmeisterschaft 2004 teil.
Im Seniorenbereich stand der Stürmer im Aufgebot Chinas bei den Weltmeisterschaften der Division I 2005 und 2007 sowie der Division II 2008, 2009, 2010, 2011, 2012 und 2013. Zudem vertrat er seine Farben bei der Olympiaqualifikation für die Winterspiele 2006 in Turin.

## Erfolge und Auszeichnungen
- 2000 Chinesischer Meister mit der Mannschaft aus Qiqihar
- 2001 Chinesischer Meister mit der Mannschaft aus Qiqihar
- 2004 Chinesischer Meister mit der Mannschaft aus Qiqihar
- 2004 Aufstieg in die Division II bei der U20-Junioren-Weltmeisterschaft der Division III
- 2010 Chinesischer Meister mit der Mannschaft aus Qiqihar

## Asia-League-Statistik
(Stand: Ende der Saison 2012/13)